# Denkmalgeschützte Objekte im Bezirk Leoben
Im Bezirk Leoben bestehen 369 denkmalgeschützte Objekte. Die unten angeführte Liste führt zu den Gemeindelisten und gibt die Anzahl der Objekte an.
| Gemeindeliste                   | Objektanzahl |
| ------------------------------- | ------------ |
| Eisenerz                        | 35           |
| Kalwang                         | 23           |
| Kammern im Liesingtal           | 8            |
| Kraubath an der Mur             | 4            |
| Leoben                          | 138          |
| Mautern in Steiermark           | 27           |
| Niklasdorf                      | 3            |
| Proleb                          | 1            |
| Radmer                          | 8            |
| Sankt Michael in Obersteiermark | 8            |
| Sankt Peter-Freienstein         | 13           |
| Sankt Stefan ob Leoben          | 6            |
| Traboch                         | 2            |
| Trofaiach                       | 23           |
| Vordernberg                     | 60           |
| Wald am Schoberpaß              | 10           |